# 普門寺 (広島市)
普門寺（ふもんじ）は、広島市内にある曹洞宗寺院。山号は八屋山。本尊は毛利家由来の聖観世音菩薩。広島新四国八十八ヶ所霊場、第六十九番。 

## 歴史
天平12年（740年）、行基が行脚中に藝州吉田に滞在した折、「時おり河底から一筋の神光が発し、山頂の樹上に掛かる」という村人の話を聞き、七昼夜修禅念誦した。すると、現れた老翁より暗示を受け、漁師に河底へ網を下ろさせると、観音様の像が上がった。その端厳な妙相に大いに喜ばれ、彼の地に大士堂を建てさせて尊像を安置した。
天台僧頼円が、雪中に勧行し今にも餓死しそうな状態でこの堂に立ち寄った際、八屋柿（蜂屋柿 ／ 蜂谷柿か）を手にした老翁が現れて命を救われた。 山号はこの故事に由来する。
毛利元就が吉田に城を構えていた頃、祈願することがあってお堂に通夜すると、暁夢に大士の妙相が現れ、軍配団扇を授けられた。
その孫、毛利輝元は久しく子どもに恵まれず、お堂に通って祈願すると、嫡男となる毛利秀就（長州藩初代藩主・松平長門守）を授かった。
『知新集』によると、当寺は古くは観音坊と呼ばれており、天平12年（740年）に芸州吉田村に開基し、毛利時代には打越村、広瀬村と転々としたとある。福島正則の時代に至って現在地に移転され、「八屋山普門寺」と名付けられた。御開山は、國泰寺三世十岫宋智（じっちゅうそうち、 - 1660年）。

## 名所
しだれ桜：開花時期は3月下旬から4月初旬